# 세니 디엥
세니 티모티 디엥(프랑스어: Seny Timothy Dieng, 1994년 11월 23일 ~ )은 세네갈의 축구 선수이다. 포지션은 골키퍼이며, 현재 잉글랜드 EFL 챔피언십의 클럽인 미들즈브러에서 활약하고 있다.